# Cucujomyces cylindrocarpus
Cucujomyces cylindrocarpus är en svampart som beskrevs av Speg. 1917. Cucujomyces cylindrocarpus ingår i släktet Cucujomyces och familjen Laboulbeniaceae.   Inga underarter finns listade i Catalogue of Life.